# Taracticus ruficaudus
Taracticus ruficaudus là một loài ruồi trong họ Asilidae. Taracticus ruficaudus được Curran miêu tả năm 1930. Loài này phân bố ở vùng Tân Bắc giới.